# Break the Tango

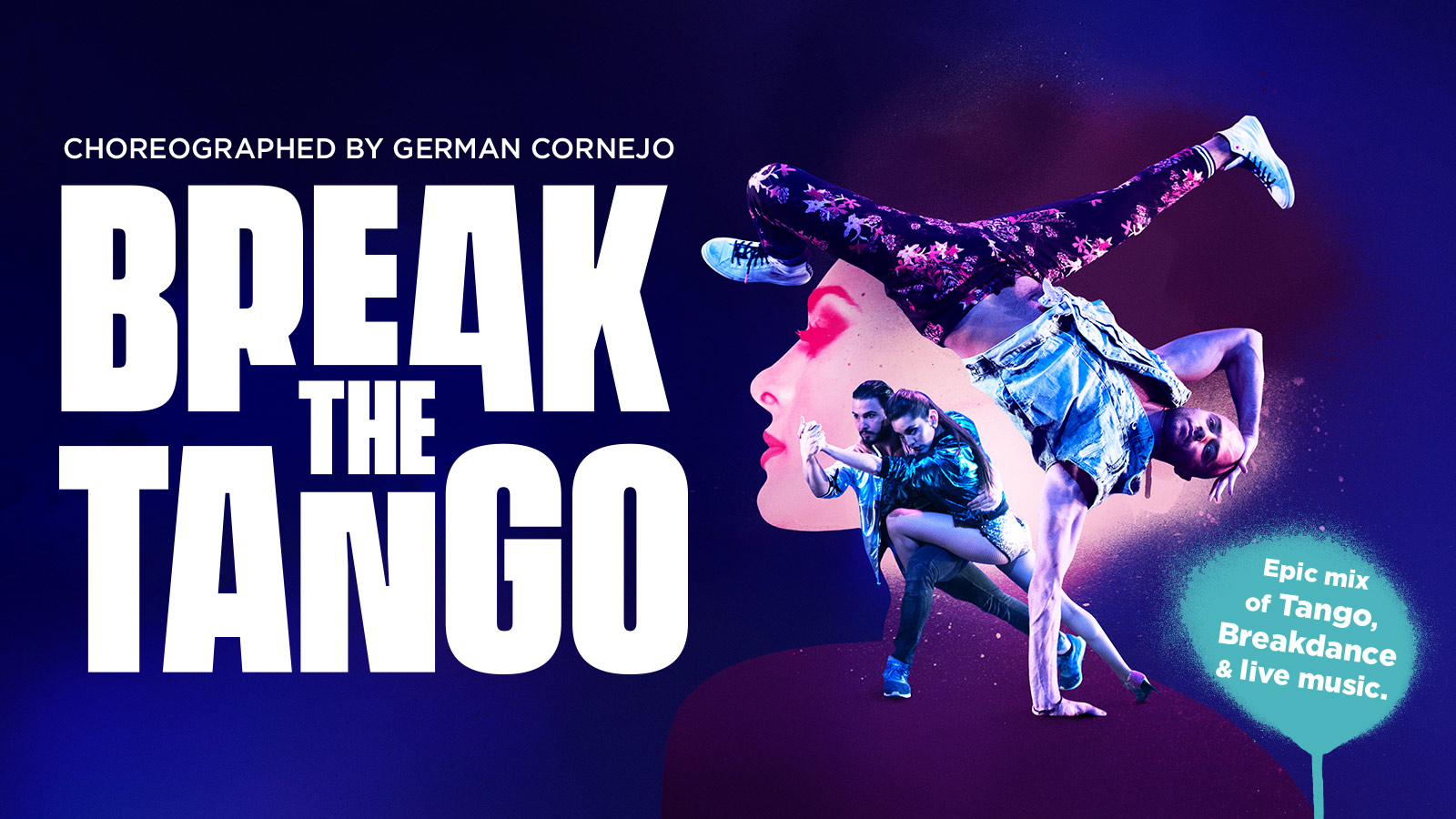
Logo/Artwork Break the Tango

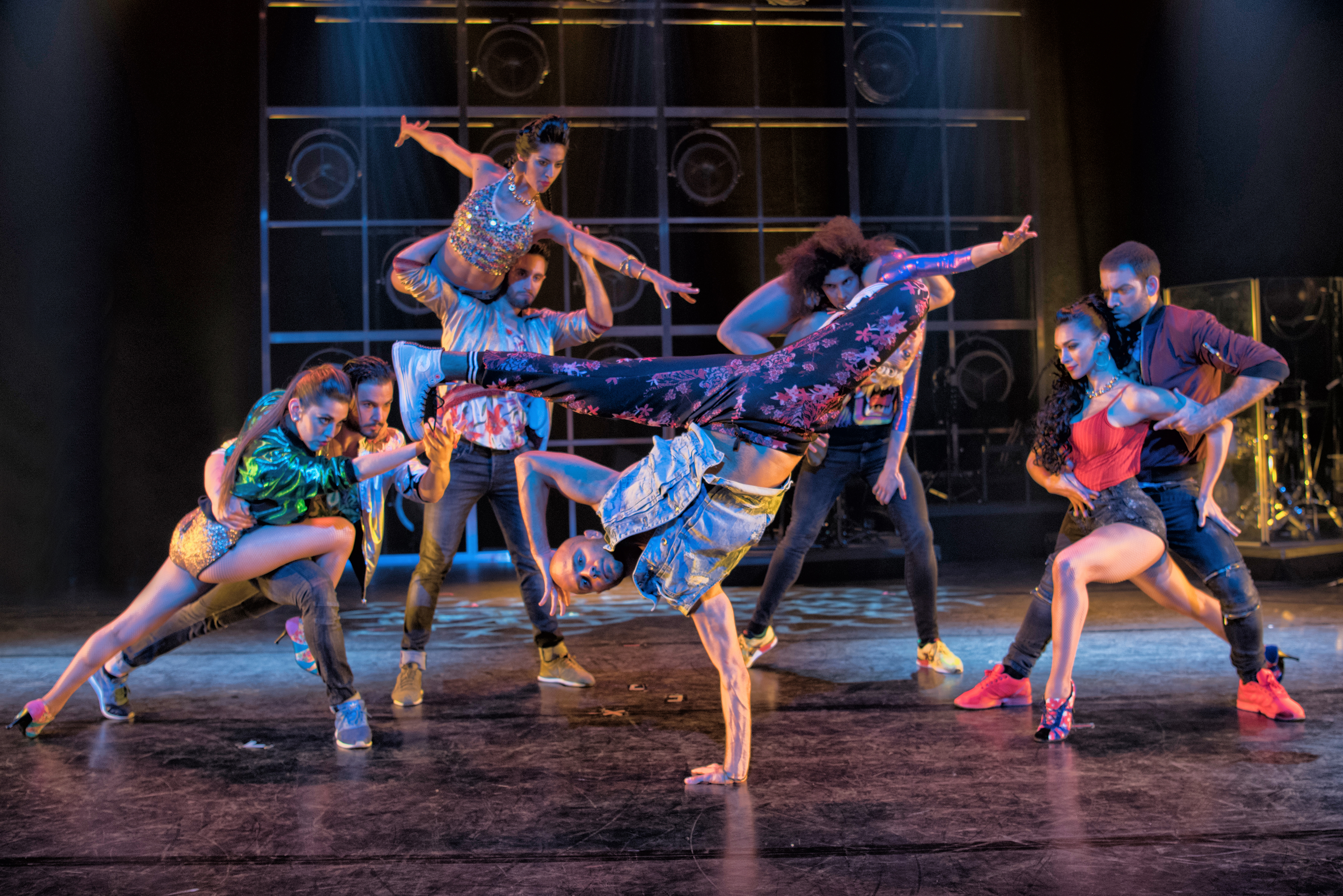
Showausschnitt Break the Tango

Break the Tango ist eine Tanzshow, die Streetdance und Tango vereint. Sie entstand aus der Zusammenarbeit zwischen dem Schweizer Showproduzenten Darko Soolfrank und dem argentinischen Choreografen und Tango-Weltmeister German Cornejo und feierte 2016 ihre Uraufführung in der Maag Halle in Zürich. Von 2017 bis 2019 tourte sie um die Welt.

## Inhalt
Break the Tango lässt zwei ganz unterschiedliche Tanzstile aufeinandertreffen. Während zwölf Tango-Tänzerinnen und -Tänzer ihre Herkunft und ihren Ursprung zu verteidigen versuchen, mischen vier Breakdancer die Szene auf. Anfänglich treten sich beide Gruppen feindlich gegenüber und fordern sich im Tanz heraus. Gleich zum Auftakt der Show entsteht ein Battle, der die zwei Parteien gegeneinander antreten lässt. Im Verlauf der Aufführung nähern sich beide Seiten an. Anfänglich zaghaft, dann immer intensiver, wirkt sich die Fusion auf die beiden Tanzstile aus, bis zum Schluss Tango und Streetdance zu einer Disziplin verschmelzen.

## Entstehung
Während die Produktion «Tango Fire» im Jahr 2013 in der MAAG Halle in Zürich gastierte, kamen Darko Soolfrank, Betreiber der MAAG Halle, und der Haupttänzer und zweifache Tangoweltmeister German Cornejo ins Gespräch und unterhielten sich über neue Tangoformen und Einflüsse. Sie beschlossen, die Idee einer Zusammenarbeit unter dem Projekttitel «Tango Revolución» voranzutreiben. Im Dezember 2014 fand im Club La Catedral in Buenos Aires eine erste 40-minütige Workshop-Präsentation unter der Choreografie von German Cornejo statt. Breakdance war zu diesem Zeitpunkt in dieser Workshop-Auflage noch nicht integriert. Erst im Frühling 2015 nahmen Cornejo und Soolfrank einen Breakdance-Choreografen mit ins Boot. Der Schweizer Björn «Buz» Meier entwarf Breakdance-Choreografien, die sich in den Tango einfügten. Im Mai 2016 fand in Buenos Aires ein weiterer Workshop mit Tangotänzern, Breakdancern und der Band statt, und die Show erhielt einen klaren roten Faden. Drei Monate später begannen im August 2016 die Endproben in der Schweiz in der MAAG Halle. Fünf Wochen lang wurde an den Choreografien gearbeitet. Am 20. September 2016 fand die Uraufführung von «Break the Tango» statt. Nach einem dreiwöchigen Gastspiel begannen die Vorbereitungen für eine erste Tournee; diese startete Ende August 2017 in Hamburg. Weitere Gastspielstädte waren Berlin, Wien, Paris und verschiedene Städte in Italien (u. a. Mailand und Rom). Im September 2018 wurde «Break the Tango» während des Bangkok’s 20th International Festival for Dance & Music erstmals ausserhalb von Europa aufgeführt. Im Herbst 2019 startete die Compagnie zu einer weiteren Tournee, die in Zürich startete, gefolgt von Genf, Düsseldorf, Berlin, Wien und München.

## Musik
Die Show wurde von einer fünfköpfigen Band unter der Leitung des Argentiniers Ovidio Velazquez begleitet, die Electrotango-Hits von Otros Aires und neue Popsongs, wie z. B. von Beyoncé und Shakira, spielten; Velazquez liess sich vom Electrotango inspirieren, er interpretierte Songs der argentinischen Bands Otros Aires und Bajofondo, aber auch traditionelle Stücke neu. Electrotango – Tango electrónico – nennt man eine Abmischung und/oder ein Arrangement von klassischer Tangomusik, des Tango Argentino, die mit elektronischen Beats und Klängen unterlegt werden. Beim Electrotango können melodische Stilkopien oder klassische Tangomusikstücke zur Verwendung kommen.